# 温鉄軍
温 鉄軍（おん てつぐん、1951年5月 - ）は、中華人民共和国の経済学者。現職は中国人民大学可持続発展高等研究院院長。専攻は三農問題。

## 経歴
本籍は河北省秦皇島市昌黎県、出生は北京市。1983年に中国人民大学新聞系を卒業。1983年米国ミシガン大学、コロンビア大学、コーネル大学、南カリフォルニア大学で社会学科を研究。帰国後、中国農業大学研究生院・経管学院に進学。以後、中央軍委総政治部研究室、中央農村政策研究室、国務院農村発展研究中心連絡室、全国農村改革試験区弁公室、農業部農村経済研究中心、中国経済体制改革研究会に勤務する。

## 著作

### 独著
- (中国語) 『解構現代化：温鉄軍演講録』. 広州市: 広東人民出版社. (2004). ISBN 9787218045573
- (中国語) 『三農問題与世紀反思』. 北京市: 生活・読書・新知三連書店. (2005). ISBN 9787108022639
- (中国語) 『新農村建設理論探索』. 北京市: 文津出版社. (2006). ISBN 9787805545059
- (中国語) 『新農村建設実践展示』. 北京市: 文津出版社. (2006). ISBN 9787805545066
- (中国語) 『農村基層幹部科技知識読本』. 長沙市: 湖南科学技術出版社. (2007). ISBN 9787535750020
- (中国語) 『三農問題与制度変遷』. 北京市: 中国経済出版社. (2009). ISBN 9787501786732
- (中国語) 『中国新農村建設報告』. 福州市: 福建人民出版社. (2010). ISBN 9787211061556
- (中国語) 『広東発展模式和経済結構調整戦略研究』. 北京市: 中国農業科学技術出版社. (2010). ISBN 9787802338593
- (中国語) 『解読蘇南』. 蘇州市: 蘇州大学出版社. (2011). ISBN 9787811376500
- (中国語) 『社会主義新農村的基礎設施建設与管理問題研究』. 北京市: 科学出版社. (2011). ISBN 9787030313737
- (中国語) 『八次危機：中国的真実経験1949年—2009年』. 上海市: 東方出版社. (2013). ISBN 9787506055574
- (中国語) 『我們到底要什麼』. 北京市: 華夏出版社. (2015). ISBN 9787508034676
- (中国語) 『告別百年激進』. 上海市: 東方出版社. (2016). ISBN 9787506088527
- (中国語) 『居危思危：国家安全与郷村治理』. 上海市: 東方出版社. (2016). ISBN 9787506089821
- (中国語) 『中国農業的生態化転型：社会化生態農業理論与実践』. 北京市: 中国農業出版社. (2017). ISBN 9787109224841
- (中国語) 『郷建筆記：新青年与郷村的生命対話』. 上海市: 東方出版社. (2020). ISBN 9787520712545

### 合著
- 温鉄軍; 邢暉 (2004) (中国語). 『進城務工百事通』. 北京市: 高等教育出版社. ISBN 9787040159080
- 孔祥智; 李素芳; 房風文; 温鉄軍 (2012) (中国語). 『粮食主銷区価格調控問題研究：以北京市為例』. 北京市: 中国農業出版社. ISBN 9787109159228
- 朱信凱; 温鉄軍; 孔祥智 (2013) (中国語). 『中国農村消費市場：理論与実践』. 北京市: 中国農業出版社. ISBN 9787109137271
- 陳衛平; 温鉄軍; 孔祥智 (2013) (中国語). 『中国社区支持農業消費者感知価値的実證研究』. 北京市: 中国農業出版社. ISBN 9787109177345
- 馬九傑; 温鉄軍; 孔祥智 (2013) (中国語). 『訂単農業与価値鏈金融：貿易和信貸互連的交易制度及其影響』. 北京市: 中国農業出版社. ISBN 9787109164789
- 鐘真; 温鉄軍; 孔祥智 (2014) (中国語). 『転型中的奶農合作社研究：基於十余个案例的観察』. 北京市: 中国農業出版社. ISBN 9787109191013
- 鐘真; 温鉄軍; 孔祥智; 孫娟 (2015) (中国語). 『国外乳品質量安全管理体系研究』. 北京市: 中国農業出版社. ISBN 9787109204133
- 孔祥智; 毛飛; 伍振軍; 温鉄軍 (2015) (中国語). 『土地流転与新型農業経営主体培育』. 北京市: 中国農業出版社. ISBN 9787109202795
- 温鉄軍; 楊帥 (2016) (中国語). 『三農与三治』. 北京市: 中国人民大学出版社. ISBN 9787300231341
- 温鉄軍; 郭光磊 (2017) (中国語). 『中国農業的生態化転型：社会化生态農業理論与実践』. 北京市: 中国農業出版社. ISBN 9787109224841
- 温鉄軍; 張孝徳 (2018) (中国語). 『郷村振興十人談：郷村振興戦略深度解読』. 南昌市: 江西教育出版社. ISBN 9787570504138
- 温鉄軍; 潘家恩 (2018) (中国語). 『中国郷村建設百年図録』. 重慶市: 西南師範大学出版社. ISBN 9787562191032
- 温鉄軍; 董筱丹 (2019) (中国語). 『去依附：中国化解第一次経済危機的真実経験』. 上海市: 東方出版社. ISBN 9787520710732